# Bhusawal
Bhusawal ist eine Stadt im Bundesstaat Maharashtra im Westen Indiens. Sie ist Teil des Distrikts Jalgaon. Bhusawal ist in 47 Wards (Wahlkreise) gegliedert und wird als Municipal Council verwaltet. Sie befindet sich am Ufer des Flusses Tapti. Von Bhusawal aus sind es nach Mumbai 436 Kilometer.

## Demografie
Die Einwohnerzahl der Stadt liegt laut der Volkszählung von 2011 bei 187.421 und die der Agglomeration bei 203.774. Bhusawal hat ein Geschlechterverhältnis von 949 Frauen pro 1000 Männer und damit einen für Indien üblichen Männerüberschuss. Die Alphabetisierungsrate lag bei 88,4 % im Jahr 2011. Knapp 64,1 % der Bevölkerung sind Hindus, ca. 24,4 % sind Muslime, ca. 8,8 % sind Buddhisten, ca. 1,1 % sind Christen, ca. 1,0 % sind Jainas und ca. 0,7 % gehören anderen oder keiner Religionen an. 10,6 % der Bevölkerung sind Kinder unter sechs Jahren.

## Wirtschaft
Die Stadt verfügt über 5 Wärmekraftwerke, von denen 4 zusammen mit einer Leistung von über 1420 MW in Betrieb sind. Damit leistet Maharashtra mit über 12 % der gesamten Stromerzeugung einen wichtigen Beitrag zur Versorgung des Bundesstaates.

## Infrastruktur
Der Bhusawal Junction Bahnhof verfügt über eine gute Eisenbahnverbindung und ist ein Hauptquartier der Central Railway Division der Indian Railways. Er befindet sich an der Strecke Haora nach Mumbai.